# Natron

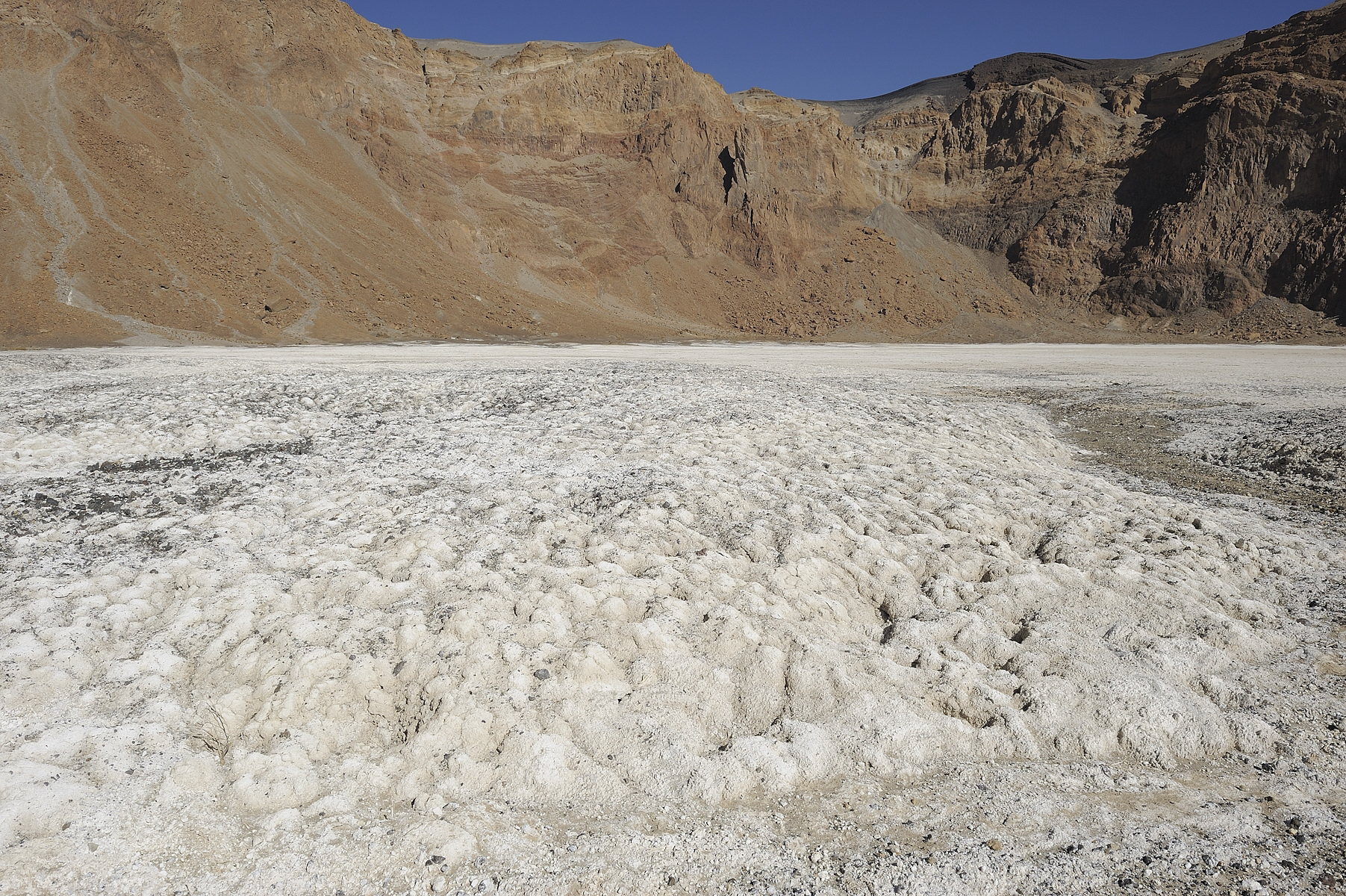
Natronutfällningar i kratern Era Kohor i Tibesti, Tchad.

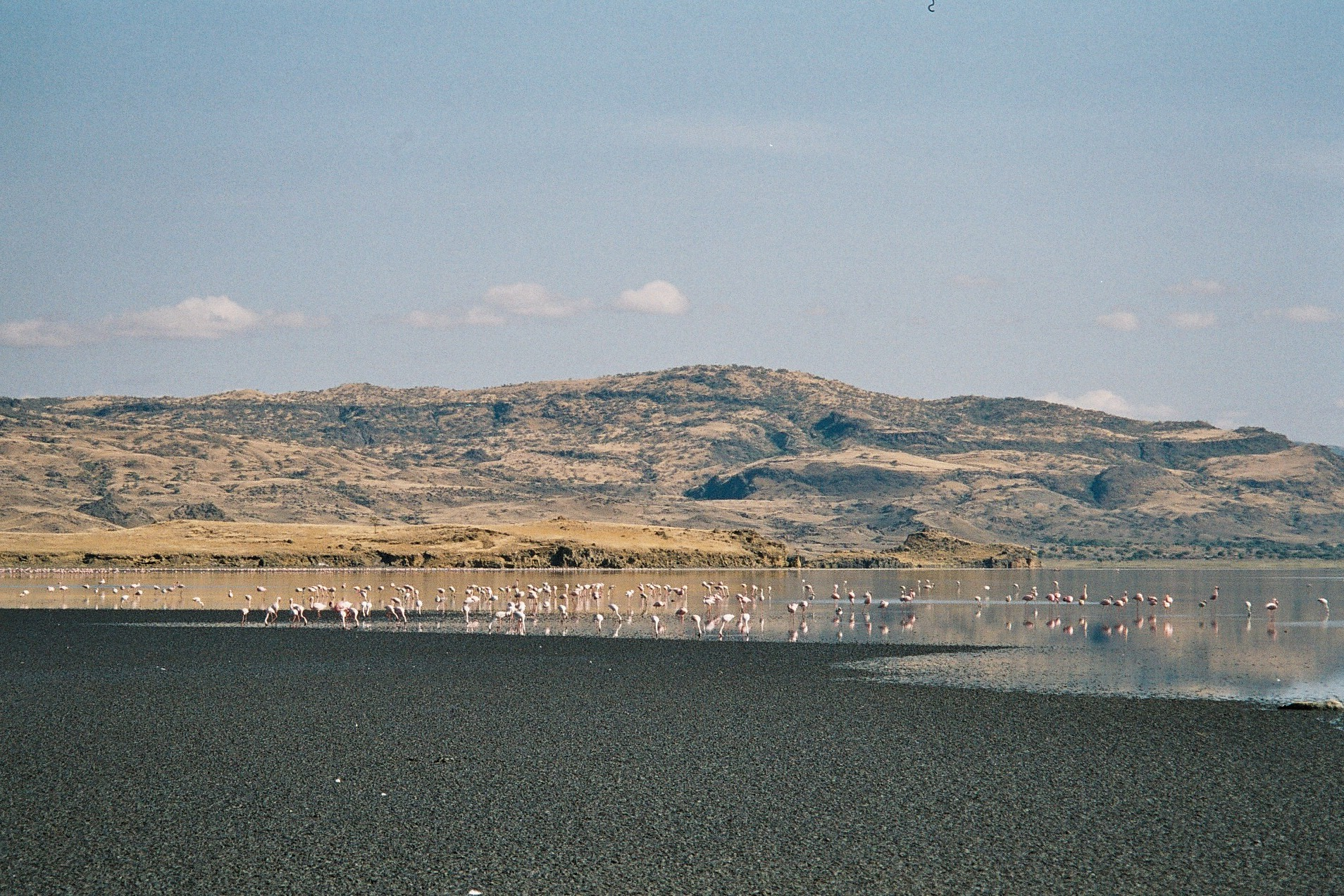
Salt- och sodasjön Natronsjön i Tanzania.

Natron eller soda är en naturligt förekommande blandning av, huvudsakligen, natriumkarbonat-dekahydrat (Na2CO3·10H2O) och natriumvätekarbonat (NaHCO3), men även med inslag av andra salter.
Natron/soda är en utfällning som bildas vid evaporation i sjöar rika på natriumkarbonat, så kallade sodasjöar  eller natronsjöar. Sjöar rikare på klorid än karbonat kallas vanligen bara saltsjöar och där utfälls såklart huvudsakligen natriumklorid (koksalt).
På svenska användes också förledet natron- för att ange ett samband med grundämnet natrium, exempelvis "natronlut" ([vattenlöst] natriumhydroxid, NaOH) eller "natronsalpeter" (natriumnitrat, NaNO3).
Soda används även som beteckning för natriumkarbonat för exempelvis hushållsändamål. Dekahydratet kallas då "kristallsoda", medan vattenfritt karbonat stundom kallas för "kalcinerad soda". Beteckningen "kaustik soda" för natriumhydroxid kommer av att man "kausticerade" soda (natriumkarbonat) genom tillsats av "bränd kalk" (kalciumoxid, CaO) till en karbonatlösning, varvid kalciumkarbonat (kalk, CaCO3) fälls ut och vattenlöst natriumhydroxid återstår.

## Etymologi
Ordet kommer från att man under antiken använde soda från egyptiska soda-/saltsjöar till tvätt och detta kallades på grekiska νίτρον (nitron) och på latin nitrum (dessa ord kan härledas från fornegyptiska nṯry). Därifrån gick detta ord över till de arabiska alkemisterna och blev natron (medan det latinska nitrum kom att betyda kaliumnitrat). Natron har givit upphov till namnet på grundämnet natrium, medan soda har gett upphov till dess engelska namn sodium (framställdes och namngavs av Humphry Davy 1807).